# 国際山岳デー
国際山岳デー（こくさいさんがくデー）、ないし、国際山の日（こくさいやまのひ、英語: International Mountain Day）は、2002年の国際山岳年（英: International Year of Mountains）の取り組みを踏まえ、2003年1月30日の国際連合総会における決議によって定められた国際的な記念日（国際デー、啓発デー）で、日付は12月11日。決議では、「持続可能な山岳地域の発展の重要性 (the importance of sustainable mountain development)」への関心を喚起するために様々なレベルで行事を行うことが提唱されている。
国連の組織では、国際連合食糧農業機関 (FAO) が、国際山岳デーに関する調整の役割を担っている。
毎年、持続的開発に関するテーマが決められ、シンポジウムなど各種の行事が行われている。

## 各年のテーマ
- 2004年：平和 (Peace: Key to Sustainable Mountain Development)
- 2005年：観光 (Mountain Tourism: Making it Work for the Poor)
- 2006年：生物多様性管理 (Managing Mountain Biodiversity for Better Lives)
- 2007年：気候変動 (Climate Change in Mountains Areas)
- 2008年：食糧安全保障 (Food Security in Mountains)
- 2009年：災害リスク管理 (Reducing Risk Saves Lives)
- 2010年：マイノリティと先住民 (Mountain Minorities and Indigenous Peoples)
- 2011年：森林 (Mountains and Forests)
- 2012年：山の生活 (Celebrating Mountain Life)
- 2013年：持続的未来 (Mountains: Key to a Sustainable Future)
- 2014年：農業 (Mountain Farming)
- 2015年：生産物 (Promoting Mountain Products)
- 2016年：文化 (Mountain Cultures: celebrating diversity and strengthening identity)
- 2017年：困難にさらされる山 (Mountains under pressure: climate, hunger and migration)
- 2018年：山と生活 (Mountains are vital for our lives)
- 2019年：山と若者 (Mountains matter for Youth)
- 2020年：山と生物多様性 (Mountain biodiversity)